# Alona Adaszynska
Alona Nikołajewna Adaszynska (ros. Алёна Николаевна Адашинская; ur. 28 kwietnia 1986) – rosyjska zapaśniczka walcząca w stylu wolnym. Brązowa medalistka mistrzostw świata w 2006. Czwarta w Pucharze Świata w 2012 i siódma w 2007. Mistrzyni Rosji w 2012 i trzecia w 2013 roku.